# Okun
Okun és una llengua de Nigèria parlada pel poble anomenat okun (okuns) o yagba que viu a l'estat de Kogi, en sis Àrees de Govern Local: Kabba-Bunu, Yagba-West, Yagba-East, Mopa-Muro, Ìjùmú i Lokoja.
L'okun es divideix en diversos dialectes: Owé, Ìyàgbà, Ìjùmú, Bùnú i Oworo, que en conjunt són anomenats llengua Okun, que deriva d'una forma de salutació entre el poble. Els cinc dialectes són comprensibles entre ells, i una gran part de la població parla també ioruba. L'okun té algunes influències nupes 